# Чотириок тьмяний
Чотириок тьмяний (лат. Tetropium fuscum, Fabricius, 1787) — вид жуків з родини Скрипунових. Види роду Tetropium належать до найбільш еволюційно прогресивної гілки підродини Куцовусові.

## Етимологія назви
Видова наукова назва походить від латинського слова «fuscum» — «тьмяний». Українська назва «тьмяний» є максимально наближеною до наукової латинської. Подекуди, у джерелах, присвячених лісозахисту, можна трапити на назву «Вусач ялиновий матовогрудий» — це пряме перенесенням із російського «усач матовогрудий еловый» або «матовогрудий еловый дровосек». Такі формати утворення назв вважаються неприйнятними для використання в українській національній номенклатурі.

## Поширення
Чотириок тьмяний приналежний до групи європейських видів у складі Європейського зоогеографічного комплексу. Ареал охоплює всю Європу.
В Україні Чотириок тьмяний відомий із Карпат, Полісся і Криму, де зв'язаний із хвойними лісами.

## Морфологія

### Імаго
Передньоспинка Чотириока тьмяного дуже густо і зморшкувато поцяткована, матова, боки зернисті; в дуже рідких волосках. Надкрила в негустих волосках, за винятком першої четвертини, де наявна добре помітна світла волосяна смуга. Довжина тіла коливається від 8 до 18 мм.

### Личинка
Передній край лобу личинки несе 6 епістомальних щетинок. Вусики 3-членикові. Вічок немає. Гіпостом біля гіпостомальних швів, майже, в 3 рази довший за ґулярну смугу. Мандибули з плавно вирізаним ріжучим краєм, без боріздкоподібних майданчиків. Вентральний і дорзальний зубці короткі, не гострі. Основа пронотуму та поверхня мозолів черевця, з дорзальної сторони, мають по 4, а з вентральної – 2 поздовжні боріздки. Поперечні боріздки непомітні. Дихальця дрібні, округлі, з 2 краєвими камерами. 9-й терґіт черевця з парою маленьких загострених урогомф, що сидять на спільній основі. Довжина - 18-25 мм, ширина 4,5-5 мм.

## Життєвий цикл
Життєвий цикл триває 2 роки.

## Геном
У 2025-му році просеквеновані повні ядровий і мітохондрієвий геноми самця Чотириока тьмяного. Ядровий геном організований в 11 пар аутосом і 1 пару (XY) статевих хромосом (2n=22+XY) із загальною протяжністю 555,63 млн. пар основ. Мітохондрієвий геном представлений єдиною кільцевою ДНК загальною протяжністю 16,01 тис. пар основ

## Екологія
Дорослі комахи зустрічаються на свіжих вирубках, вітровалах, вмираючих, ошкурених та повалених деревах. Літ розпочинається в половині червня і триває до серпня. Личинки розвиваються у хвойних деревних породах, зокрема смереці і рідше ялиці та сосні. Поселяються в стовбурах ослаблених, ушкоджених, хворих дерев. Ходи личинок мають характерні гачкоподібні вигини.
Личинки Чотириока тьмяного є господарями для низки видів паразитоїдів, включаючи Doryctes mutillator, Atanycolus initiator, Helconidea dentator, Neoxorides collaris, Xorides praecatorius.